# Kazimierz Smogorzewski
Kazimierz Maciej Smogorzewski (ur. 24 lutego 1896 w Sielcu, zm. 4 listopada 1992 w Shepperton) – polski dziennikarz i publicysta.

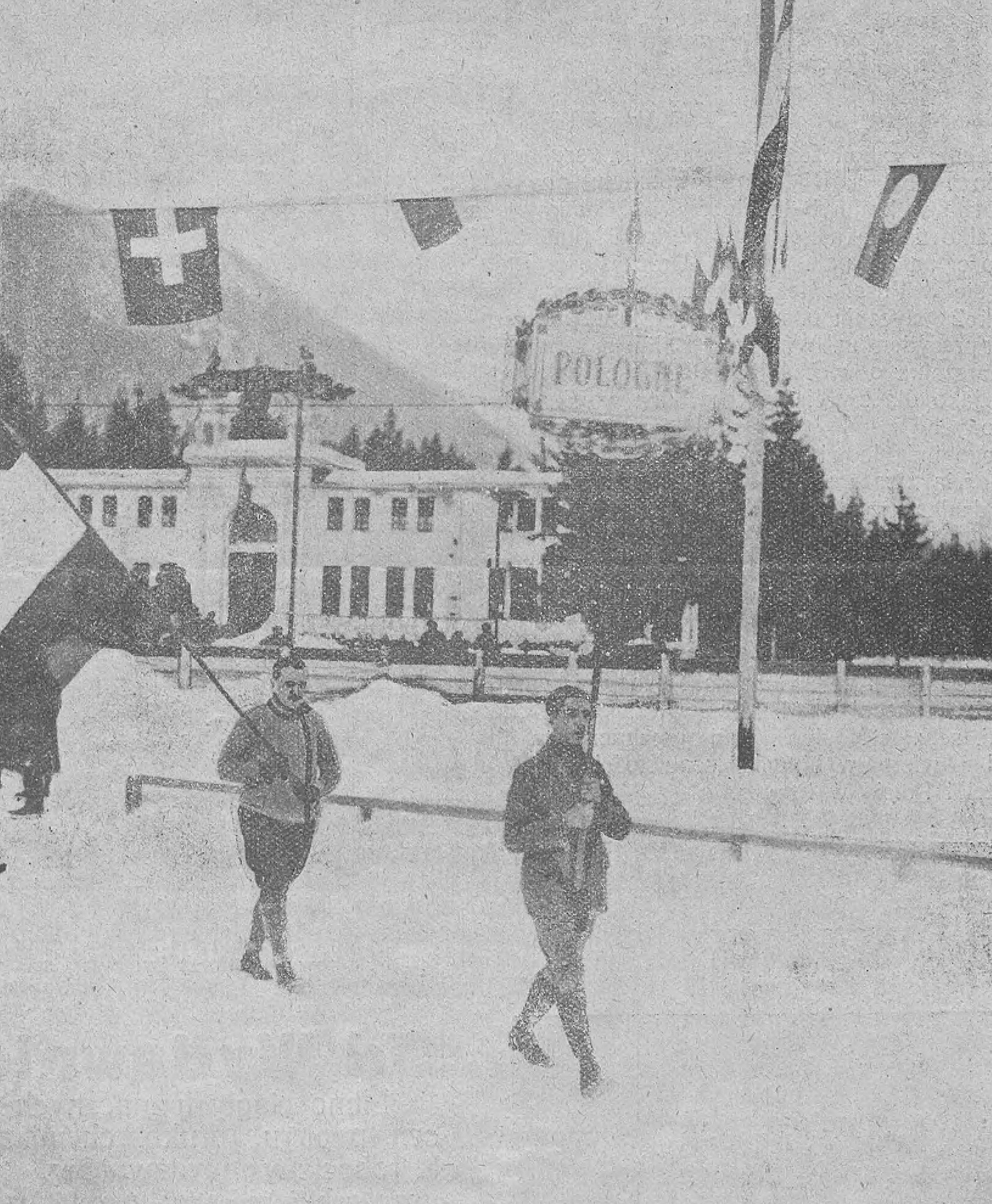
Kazimierz Smogorzewski z flagą Polski jako chorąży podczas otwarcia igrzysk w 1924

## Życiorys
Urodził się 24 lutego 1896 w uprzemysłowionej wsi Sielec (dziś dzielnica Sosnowca), w rodzinie Kazimierza i Marii z Pyzalskich.
Ukończył szkołę średnią w Będzinie. W roku 1913, tuż po maturze, wyjechał do Paryża, celem podjęcia nauki w École des Sciences Politiques. W czasie I wojny światowej (w latach 1914–1917) służył jako ochotnik w armii francuskiej w grupie Rueilczyków (3 p. marsz. Legii Cudzoziemskiej). Następnie w Paryżu pracował w tygodniku „Polonia” i w wydziale prasowym Komitetu Narodowego Polskiego oraz studiował w Szkole Nauk Politycznych. Od 1918 sekr. red. czasopisma Polska. W czasie paryskiej konferencji pokojowej (1919) był osobistym sekretarzem Romana Dmowskiego. W latach 1919–1925 był korespondentem „Gazety Warszawskiej”. Niósł polską flagę podczas ceremonii otwarcia I Zimowych Igrzysk Olimpijskich, które odbyły się w 1924 roku we francuskim Chamonix. Od 1925 do 1927 prowadził „Ilustrowany Kurier Codzienny”. W latach 1929–1933 był redaktorem miesięcznika „La Pologne”. Był berlińskim korespondentem „Gazety Polskiej”. Był jedynym polskim dziennikarzem, któremu udało się przeprowadzić wywiad z Adolfem Hitlerem (opublikowany na łamach gazety 26 stycznia 1935). W czasie II wojny światowej redaktor dwutygodnika „Free Europe”, w którym przedstawił polską koncepcję federacyjną. Pełnił też funkcję korespondenta „Kuriera Polskiego” (1957–1981). Sławę zyskał jako członek komitetu redakcyjnego londyńskiego wydawnictwa „Encyklopedii Britannica” (1942–1989). Jako członek tego wydawnictwa popularyzował informacje o Polsce. Emigracyjne tygodniki „Odgłosy”, „Oblicze Tygodnia”, „Kronika”, których był redaktorem były finansowane przez władze PRL, a sam Smogorzewski w 1962 roku rozpoczął współpracę z PRL, dostarczając analiz polityki międzynarodowej. Nie był faktycznym agentem, a jedynie kontaktem operacyjnym rezydentury w ambasadzie PRL w Londynie. Informacje zdobyte podczas kontaktów z agentem i rozmów czołowymi politykami PRL przekazywał pracownikowi RWE.
.
Smogorzewski był również zamiłowanym bibliofilem i zbieraczem antyków. Na krótko przed śmiercią większość swych cennych zbiorów przekazał w darze dla Polski na Zamek Królewski w Warszawie i do Biblioteki Śląskiej w Katowicach.
Od 29 lipca 1920 był mężem Janiny Strąk (1895–1943).
Zmarł w 1992 w wieku 96 lat. Rok później, jego prochy spoczęły w Warszawie, na cmentarzu Powązkowskim (kwatera 228-5-26).

## Ordery i odznaczenia
- Krzyż Niepodległości (28 grudnia 1933)[8]
- Krzyż Oficerski Orderu Odrodzenia Polski (11 listopada 1936)[9][10]
- Krzyż Kawalerski Orderu Odrodzenia Polski (8 listopada 1930)[11][10]
- Złoty Krzyż Zasługi (15 marca 1939)[12]
- Krzyż Komandorski Orderu św. Sawy (Jugosławia)[10]
- Krzyż Oficerski Orderu Korony Rumunii (Rumunia)[10]
- Krzyż Kawalerski Orderu Legii Honorowej (Francja)[10]
- Krzyż Wojenny (Francja)[10]
- Odznaka Wojskowa (Belgia)[10]

## Prace
„Myśli o integracji Europy Środkowo-Wschodniej” (1939–1944)